# Sign o' the Times (singolo)
Sign o' the Times è un singolo del cantante statunitense Prince, pubblicato il 18 febbraio 1987 come primo estratto dall'album omonimo.
Si tratta di uno dei brani più celebri di Prince, che all'epoca della sua uscita su 45 giri raggiunse la vetta della classifica R&B, la posizione numero tre nella Billboard Hot 100 negli Stati Uniti, e la decima nella britannica Official Singles Chart. Nel 2004 Rolling Stone ha classificato Sign o' the Times alla posizione numero 304 nella sua lista dei 500 migliori brani musicali di sempre. Nel 1987, sia NME che The Village Voice nominarono Sign o' the Times miglior singolo dell'anno.

## Descrizione
By chance his girlfriend came across a needle and soon she did the same

At home there are seventeen-year-old boys and their idea of fun

Is being in a gang called "The Disciples"

High on crack and totin' a machine gun.»
Per caso la sua ragazza si è imbattuta in un ago e presto le è capitato lo stesso

A casa ci sono dei ragazzi di diciassette anni e la loro idea di divertimento

È stare in una gang chiamata "I Discepoli"

Fatti di crack e con una mitragliatrice in mano.»
(Sign o' the Times, Prince)
La canzone venne composta da Prince quasi interamente su un sintetizzatore Fairlight, che fornì il riff di tastiera principale e i suoni di basso udibili sulla traccia. A differenza di altri artisti, Prince non programmò la macchina per ottenere nuove sonorità, ma si limitò semplicemente ad attingere dall'archivio di suoni campionati forniti di default dal Fairlight. Il brano segnò una svolta rispetto a quelli presenti in album precedenti come Parade e Around the World in a Day, avendo un arrangiamento elettronico molto complesso, con drum machine e suoni sintetici, ma anche parti di chitarra blueseggianti e funk-rock (tagliate dalla versione su singolo del brano). Dal punto di vista del testo, Prince affrontò tematiche sociali quali l'avvento dell'AIDS, la violenza delle gang, la povertà, la droga, l'olocausto nucleare, e il disastro dello Space Shuttle Challenger (tutti argomenti di scottante attualità all'epoca della pubblicazione del brano).

### Copertina singolo
La copertina del 45 giri mostra la neo entrata nella band Cat Glover in posa con un grosso cartello nero a forma di cuore che le copre completamente il viso, e sul retro di copertina, sempre la Glover con la chitarra di Prince in mano. Esiste una curiosa leggenda metropolitana che afferma in maniera erronea come il soggetto in copertina sia in realtà lo stesso Prince travestito da donna.

## Tracce
Versione 7"
1. Sign o' the Times (edit) – 3:42
2. La, La, La, He, He, Hee – 3:21

Versione 12"
1. Sign o' the Times (LP version) – 4:57
2. La, La, La, He, He, Hee (Highly Explosive) – 10:32

## Classifiche

### Classifiche settimanali
| Classifica (1987)              | Posizione massima |
| ------------------------------ | ----------------- |
| Australia                      | 29                |
| Austria                        | 20                |
| Belgio (Fiandre)               | 8                 |
| Canada                         | 10                |
| Danimarca                      | 1                 |
| Europa                         | 7                 |
| Francia                        | 15                |
| Germania                       | 35                |
| Irlanda                        | 6                 |
| Italia                         | 12                |
| Norvegia                       | 7                 |
| Nuova Zelanda                  | 4                 |
| Paesi Bassi                    | 7                 |
| Regno Unito                    | 10                |
| Stati Uniti                    | 3                 |
| Stati Uniti (dance club)       | 2                 |
| Stati Uniti (dance/electronic) | 1                 |
| Stati Uniti (R&B)              | 1                 |
| Svezia                         | 14                |
| Svizzera                       | 11                |

### Classifiche di fine anno
| Classifica (1987) | Posizione |
| ----------------- | --------- |
| Belgio (Fiandre)  | 67        |
| Italia            | 41        |
| Nuova Zelanda     | 37        |
| Paesi Bassi       | 48        |
| Stati Uniti       | 60        |

## Cover
- Il batterista jazz-fusion Billy Cobham registrò una cover del brano per il suo album Picture This del 1987.
- I Simple Minds sul loro EP The Amsterdam del 1989.
- Nina Simone ne registrò una versione per il suo ultimo album di studio, A Single Woman del 1993. Ma la sua versione non venne inclusa nell'album finale.[16]
- Chaka Khan nel suo album Funk This del 2007.
- Steven Wilson dei Porcupine Tree reinterpretò la canzone nel 2008.
- Gli Heaven 17 nel 2007.
- I Muse dal vivo nel 2012 e 2013.